# Dragan Mikerević
Dragan Mikerević (* 12. Februar 1955 in Doboj, SFR Jugoslawien, heute Bosnien und Herzegowina) ist ein bosnischer Politiker der gemäßigten Partei Demokratischer Fortschritt (PDP). Er gehört der serbischen Volksgruppe an.
Mikerević promovierte 1996 an der Wirtschaftsfakultät in Subotica (Serbien). Im Februar 2001 wurde er in der von den Sozialdemokraten angeführten gesamtbosnischen Regierung unter Ministerpräsident Božidar Matić Minister für europäische Integration. 2002 war er turnusgemäß Vorsitzender des Ministerrates der bosnischen Zentralregierung. Mikerević war von Januar 2003 bis Dezember 2004 Ministerpräsident der Republika Srpska, einer von zwei Entitäten des Landes. Er trat aus Protest gegen Sanktionen zurück, die der damalige Hohe Repräsentant (High Representative) der Staatengemeinschaft, Paddy Ashdown, wegen mangelnder Zusammenarbeit mit dem Kriegsverbrechertribunal in Den Haag über die Republika Srpska verhängt hatte.
Mikerević ist verheiratet und Vater von zwei Kindern.
| Personendaten    | Personendaten                                                             |
| ---------------- | ------------------------------------------------------------------------- |
| NAME             | Mikerević, Dragan                                                         |
| KURZBESCHREIBUNG | bosnisch-serbischer Politiker der Partei Demokratischer Fortschritt (PDP) |
| GEBURTSDATUM     | 12. Februar 1955                                                          |
| GEBURTSORT       | Doboj, SFR Jugoslawien                                                    |